# 耳機

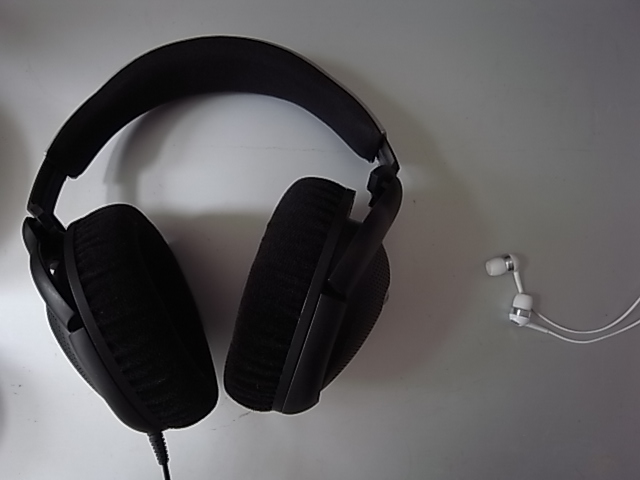
耳機

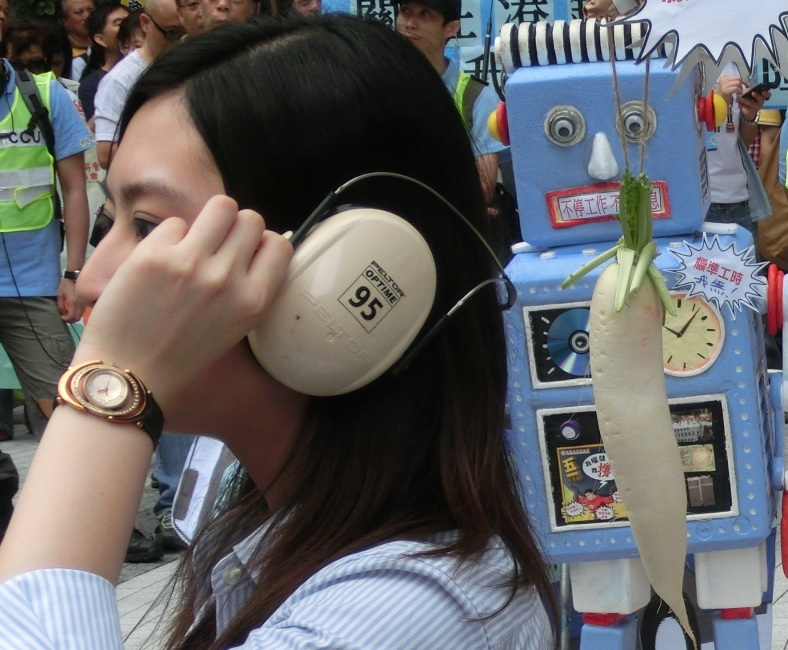
3M隔音耳機

耳機（Headphone）是一對轉換單元，它接受来自媒体播放器或接收器所发出的電訊號，利用贴近耳朵的扬声器将其轉化成可以听到的音波。耳机一般是与媒体播放器可分离的，利用一个插头连接。好處是在不影響旁人的情況下，可獨自聆聽音響；亦可隔開周圍環境的聲響，對在錄音室、DJ、旅途、运动等在噪吵環境下使用的人很有幫助（封閉式耳機）。
耳機原是給電話和無線電上使用的，但隨著可攜式電子裝置的盛行與人們對於視聽娛樂的改變，耳機多用於手機、隨身聽、收音機、可攜式電玩和數位音訊播放器等，亦同時見用於電腦和Hi-fi音響之中。

## 分类

### 以換能原理区分
換能原理（Transducer），是依照耳機中使用换能器的聲音驅動方式，可分作動圈式（Dynamic）和靜電式（Electrostatic）、壓電式、動鐵式、氣動式、电磁式等。

#### 動圈式
動圈耳機，又稱電動式耳機。目前絕大多數平價的耳道式耳機都屬此類，原理類似於电動式扬聲器，處於永磁場中的纏繞的圓柱體狀線圈與振膜相連，線圈在信號電流驅動下帶動振膜發聲。動圈耳機與一般揚聲器很大的不同在於振膜的區別，音箱揚聲器的振膜邊緣一般固定在彈性介質（折环和定心支片）上（例如在大口徑低音單元上），振膜一般是平整的圆锥形，由彈性介質提供振動系统的力顺；而在動圈式耳機中，振膜邊緣直接固定在驅動單元的框架上，振膜具有褶皺，振动系统的力顺完全由振膜本身材質的伸展和收縮以及褶皺的變形來提供的，所以說動圈式耳機驅動單元振膜的材質選擇和形狀設計對單元最終的發聲品質影響非常大，同時也是非常嬌弱的。動圈式驅動單元的技術現在已經非常成熟，技術不會有大的變化，目前的改進主要是開發更高磁密度的永磁體，更理想的振膜材料以及設計。同時技術的成熟也使其相應的成本較低，更具競爭力，市場普及度很高。通常而言驱动单元的直径越大，耳机的性能越出色，在消费级耳机中驱动单元最大直径为106mm(Audeze LCD4)，一般为旗舰级头戴式耳机。目前动圈耳机最优秀的频率响应为SONY  MDR-Z1R耳機，频率响应在4Hz-120kHz（120000Hz），一般耳机的频率响应在20Hz-20kHz（20000Hz，也就是人類聽覺以內最廣的頻率）。

#### 動鐵式
又稱平衡電樞式。利用了電磁鐵產生交變磁場，振動部分是一個鐵片懸浮在電磁鐵前方，信號經過電磁鐵的時候會使電磁鐵磁場變化，從而使鐵片带动振膜振動發聲。
其优点是失真小、灵敏度高、体积小，缺点是成本高，常用于高端耳机。更高级的动铁式耳塞采用双平衡电枢驱动器，能带来录音室般品质的声音。

#### 壓電式
利用壓電陶瓷的壓電效應發聲。優點：效率高、頻率高。缺點：失真大、驅動電壓高、低頻響應差，抗衝擊力差。此類耳機多用於電報收發使用，現基本淘汰。少數耳機採用壓電陶瓷作為高音發聲單元。

#### 氣動式
採用氣泵和氣閥控制氣流，直接控制氣壓和流量，使得空氣發生振動。有時候氣閥改用大功率揚聲器來代替。飛機上常用這樣的耳機，此耳機實際上只是個導氣管。優點是無電驅動，無限制並聯、效率高。缺點是失真大、頻響窄，有噪音。

### 以开放程度区分
耳罩式耳機的一種區分方式，共分为开放式、半开放式和封闭式（密闭式）。

#### 开放式

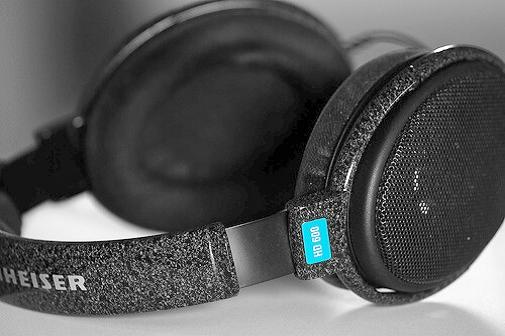
开放式耳机

开放式的耳机的特点就是通过采用柔软的海绵状的微孔发泡塑料作为透声耳垫。佩带舒适、没有与外界的隔绝感，它的缺点就是低频损失较大。一般听感自然，佩带舒适，常见于家用欣赏的HIFI耳机。其声音可以泄露、反之同样也可以听到外界的声音，耳机对耳朵的压迫较小。例子有：
- Sennheiser HD650
- AKG K701
- Audio Technica AD2000X
- Shure SRH1840

#### 半开放式
半开放式没有严格的规定，優缺點皆介於封闭式和开放式两种耳机之間，根据需要而做出相应的调整。例子有：
- Beyerdynamic Tesla T1

#### 封闭式
封闭式耳机一般具有完全遮蔽整个耳廓的耳罩，整個發聲單元（連耳綿）能完全將耳廓（pinna）蓋住，对耳朵压迫较大以防止声音出入，声音正确定位清晰，专业监听领域中多见此类，缺点是高频损失较大。例子有：
- AKG K240
- Shure SRH1540
- Sennheiser HD569

### 以佩帶方式区分

#### 耳罩式

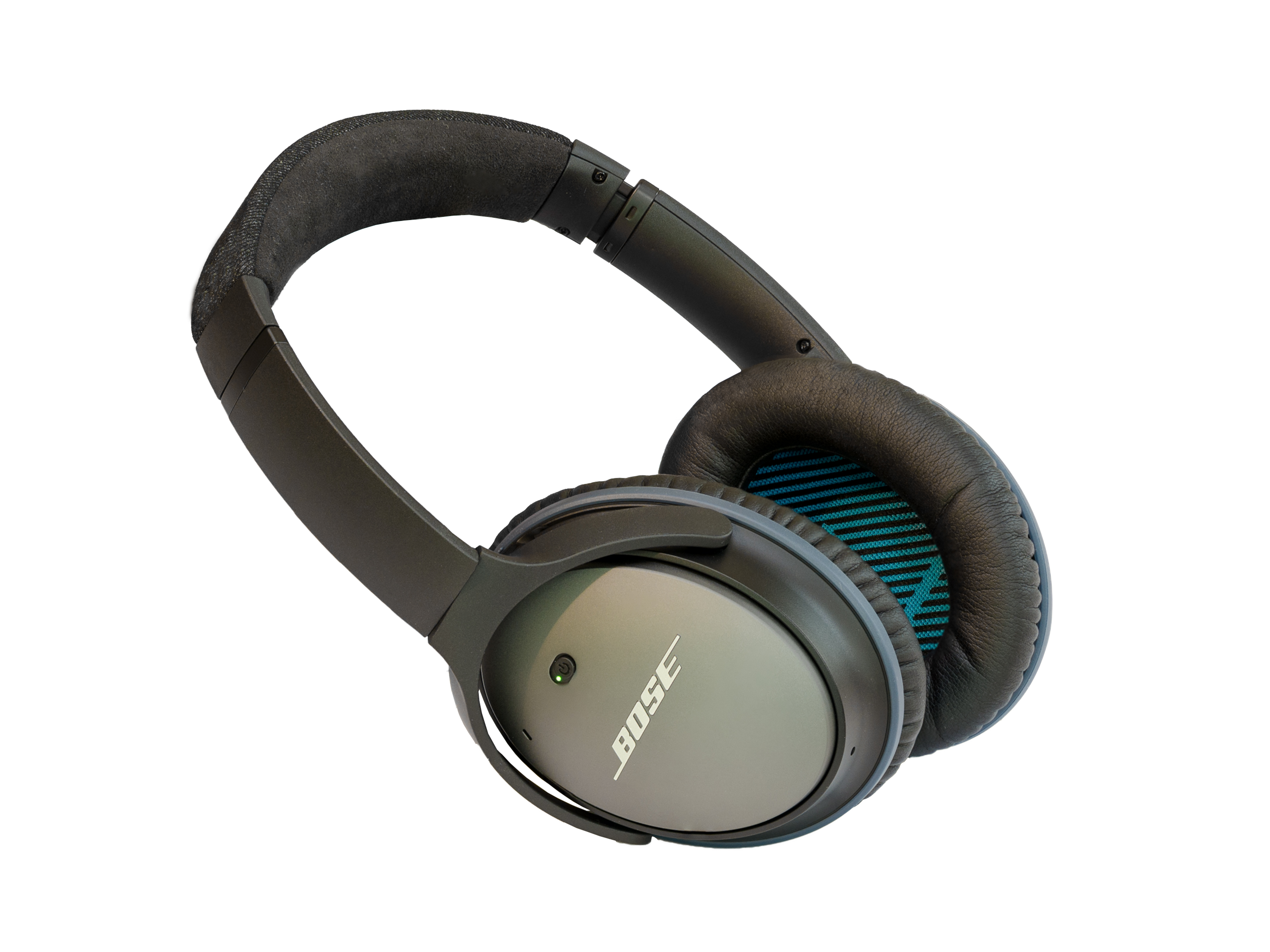
头戴式耳机

耳罩式（Circumaural），體積較大，多用室內，如錄音室環境之內或家用。例子：
- DENON AH-D7000
- AKG K701
- Beyerdynamic DT-990
- Sennhiser HD800
- SONY MDR-1A
- JBL Tune 770NC

#### 貼耳式

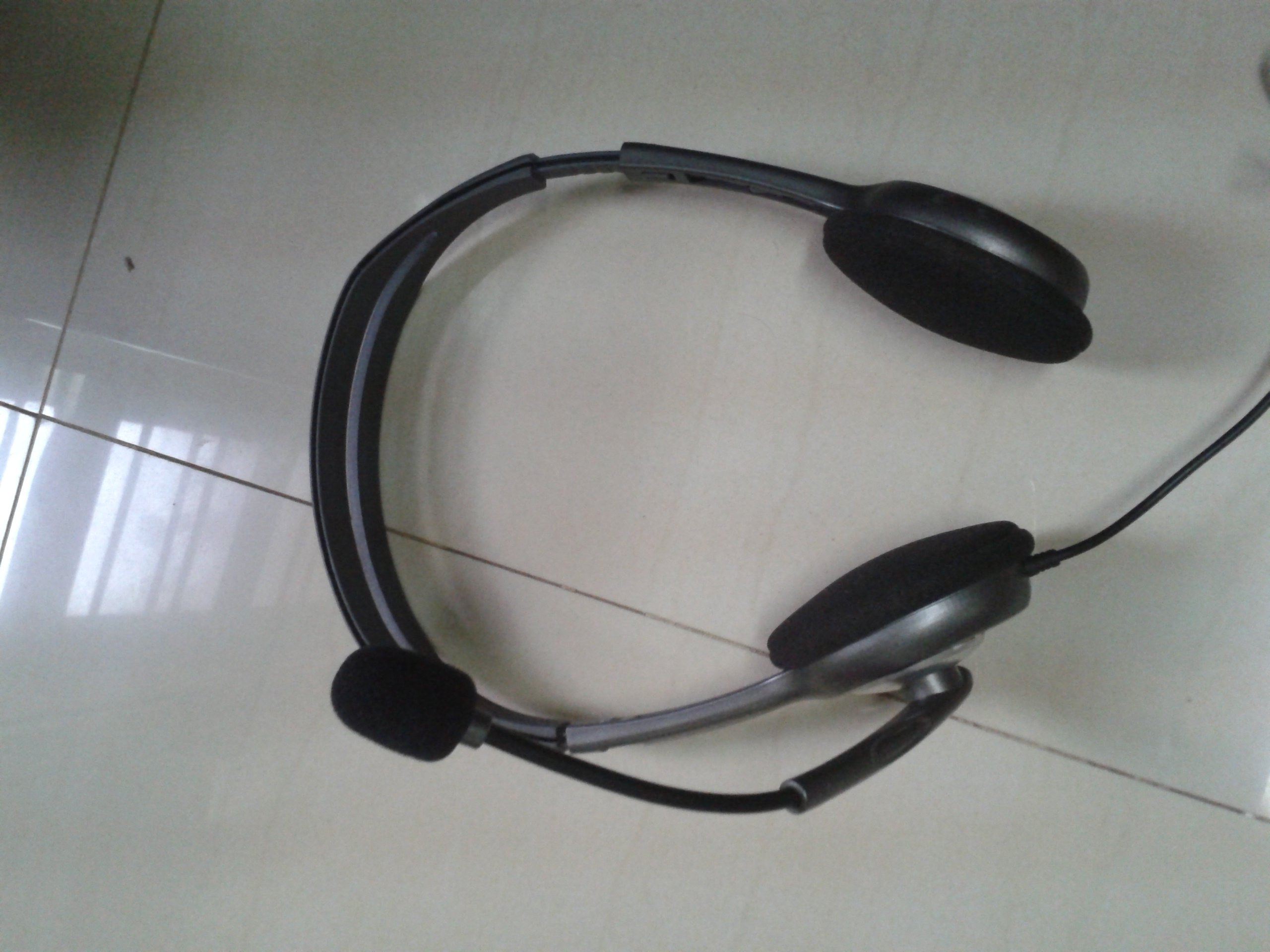
貼耳式耳机

貼耳式（Supra-aural），類似耳罩，但較小型，發聲單元緊壓著耳廓，多見於便攜式設計，例子：
- Audio-Tehcnica ATH-EW9
- DENON AH-NCW500
- AKG K412P
- Sennheiser PX-200
- JBL Tune 670NC

#### 平頭式

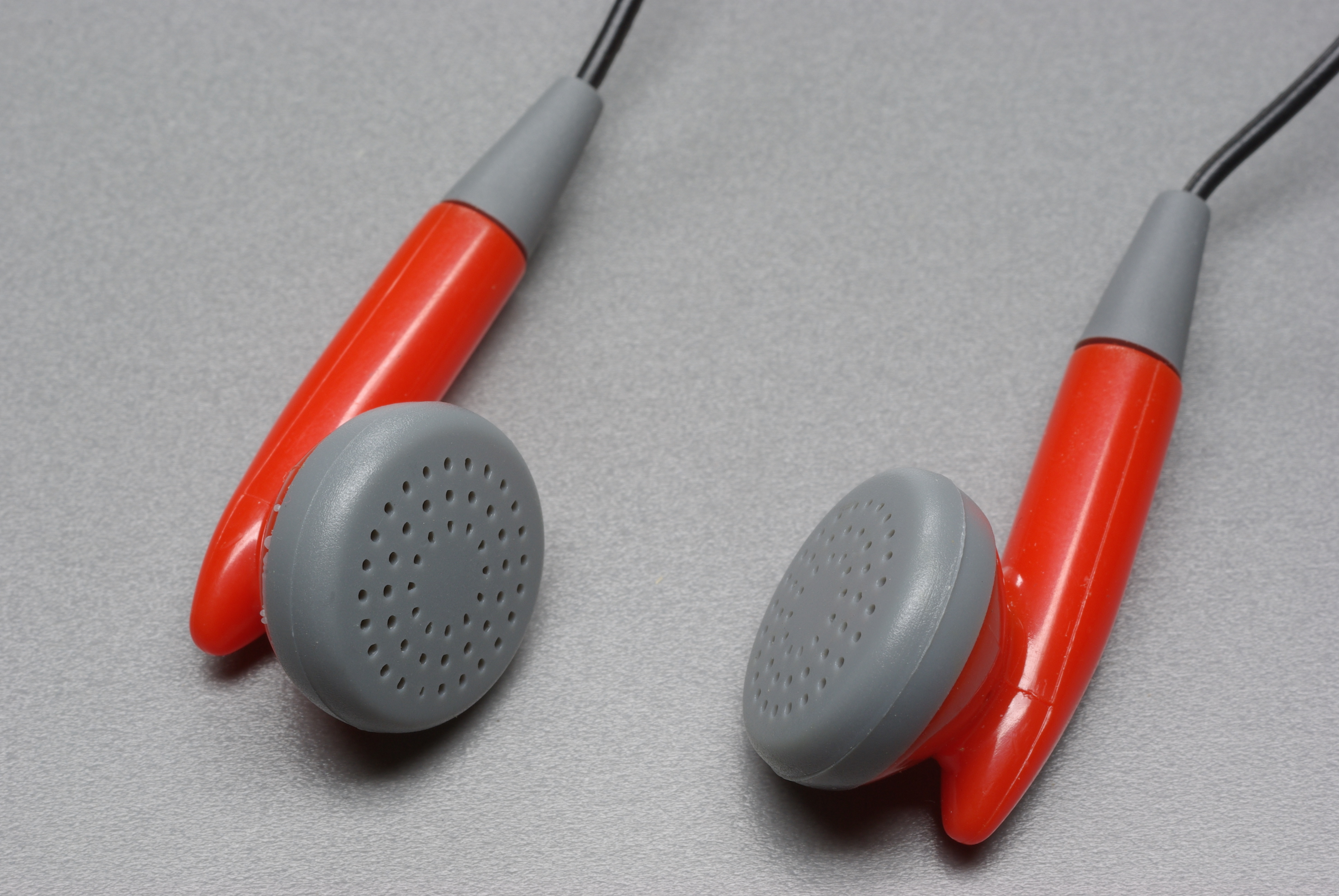
平頭式耳机

平頭式耳機（Earbuds），又稱耳塞式，將發音單元塞在耳孔之外，由於細小、輕巧、製作簡單且造價廉宜，主要用于手机、收音机等移动便携设备，近年已成便攜式音源的主流配備。可是對外境的隔音能力有限，而且音場和分析力不足。典型的森海塞尔-MX360即为此类。

#### 入耳式

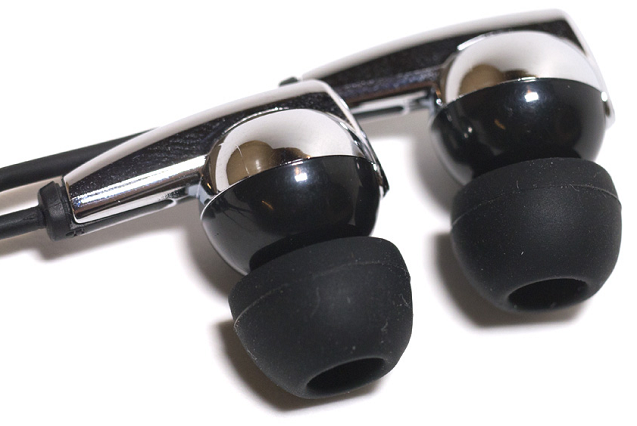
耳道式耳机

入耳式耳機（Canalphones），耳機外表和輕巧像耳塞，發音單位伸入耳道之內，比耳塞更接近耳鼓。有極佳的隔音能力（可達32分貝）。原為供應舞台表演者使用，後來發展給一般音響愛好者，而無須配合耳道形狀使用。部分中高價位的入耳式耳塞还附送多种不同大小与材质的耳承，因此能够更加贴合不同形状的耳道，让使用者佩戴时更舒适。例子有：
- AKG K3003
- DENON AH-C710
- Audio-Technica ATH-CK100PRO
- Sony XBA-N3AP
- Shure SE846
- Final audio E5000
- Westone W80
- Ultimate Ears Triple-Fi 10 Pro
- Beats By Dr. Dre urBeats3
- JBL T110

#### 耳挂式

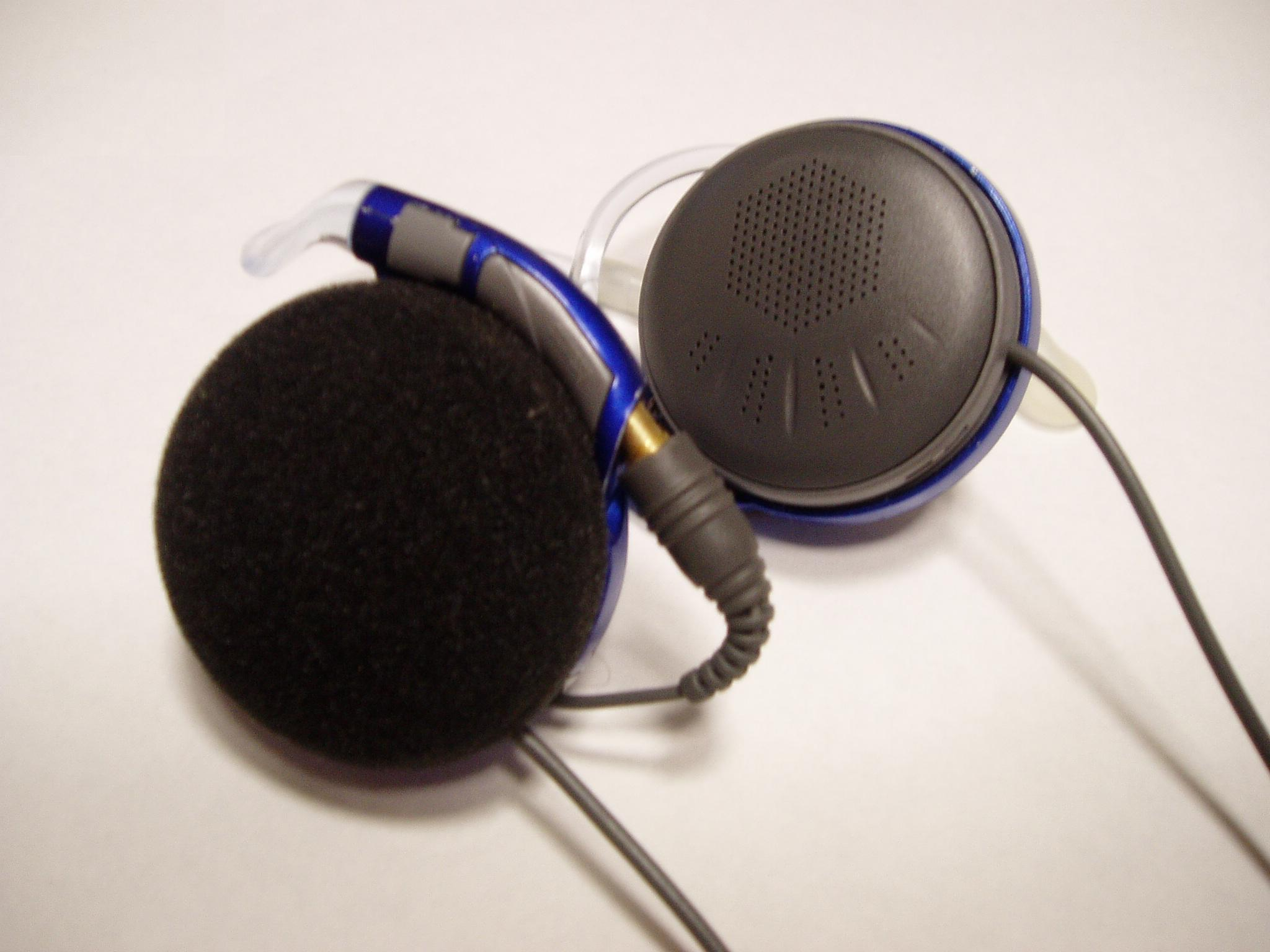
耳挂式耳机

耳挂式（Clip），又称耳夹式，耳机是夹在外耳挂着的。也有将音源线收纳在外壳内的型号，这与耳塞式相比拥有更大的发音单元面积而获得的便于携带的紧凑性。但是由于是夹挂在外耳，所以密闭性较差，容易造成漏音。也有人长时间使用造成外耳疼痛。另外，拥有柔和的颜色和镀金的特征，重视时尚的产品很多。

#### 繞耳式
繞耳式耳機大多屬於入耳式耳機，但與一般耳機的不同之處在於必須透過繞耳的方式配戴。例子有：

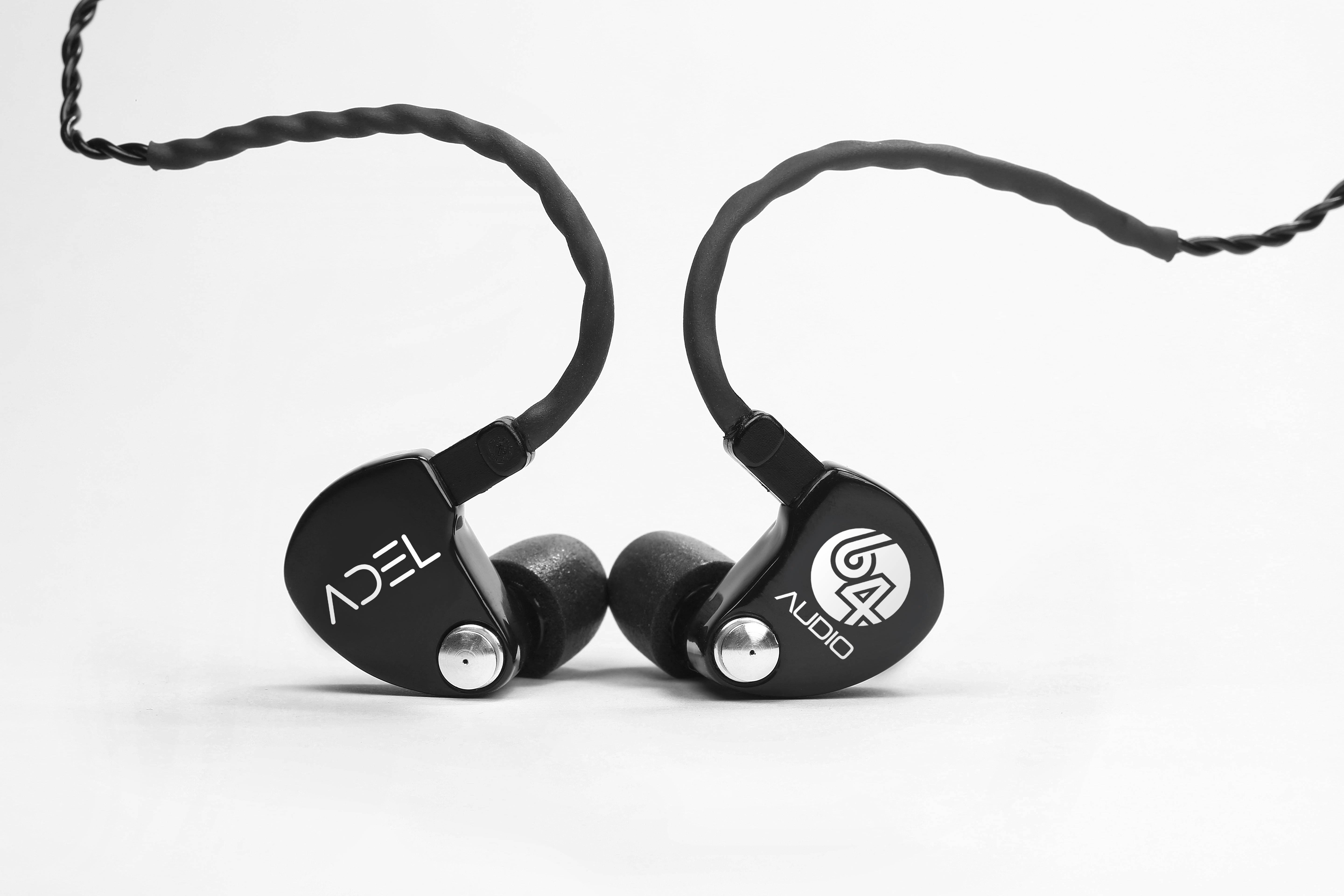
繞耳式耳机

- Shure SE846
- UE18PRO
- Audio Technica LS400
- Sony xba Z5
- Westone B50
- Vsonic VSD2Si

### 以用途区分
主要分为Hi-Fi、俱乐部（Club）、旅行（Travel）、运动（Sport）、家用（Home）、便携（Portable）、监听（Monitor）、混音（Mix）、人头唱片（Binaural　Recording）。

#### 便攜耳罩式

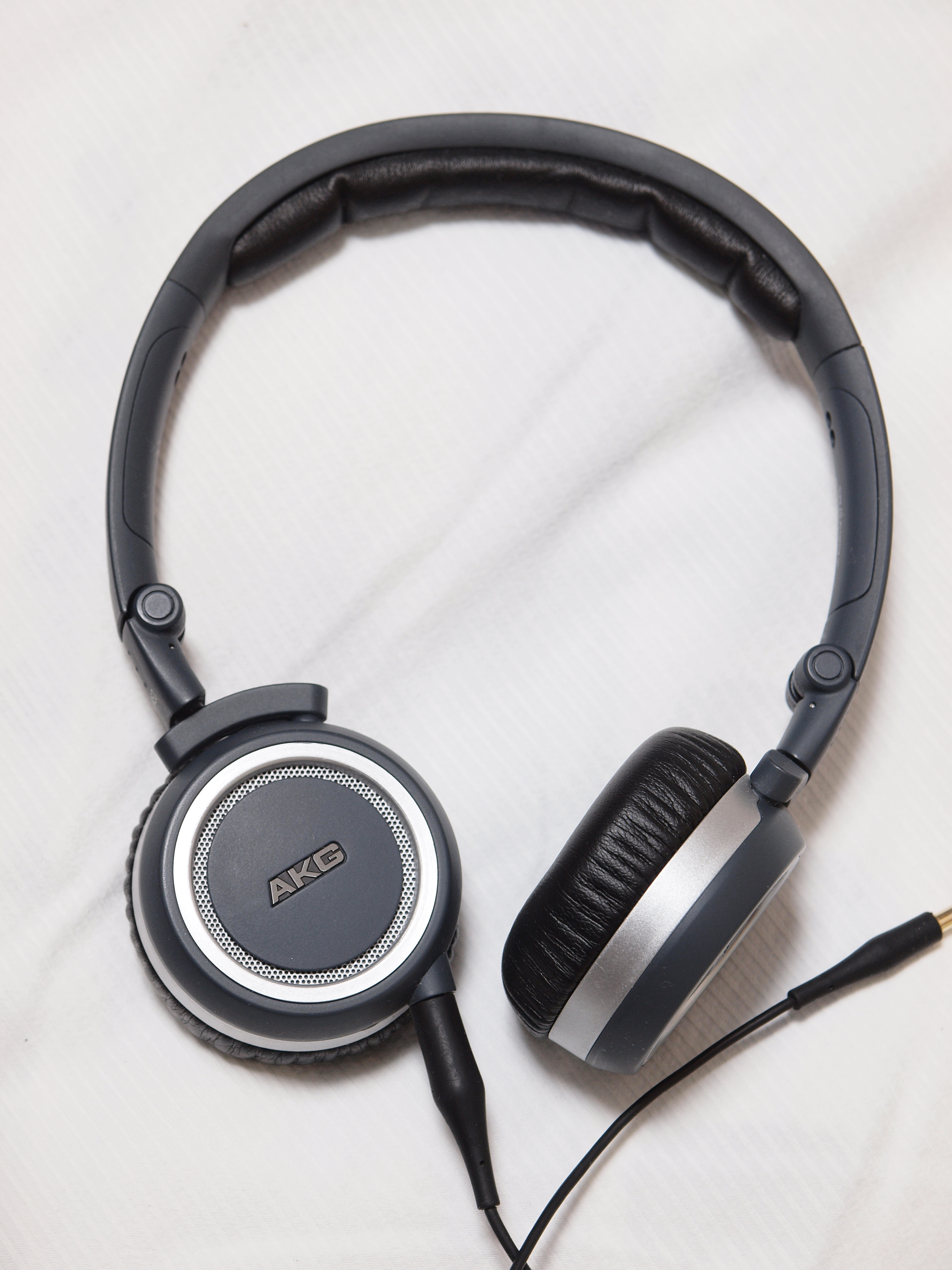
便攜耳罩式耳机

便攜耳罩式，又稱小耳罩，比普通的耳罩式耳機小，通常可折疊便於收納。例子有：
- AKG K420
- Sennheiser PX100
- SONY MDR-ZX110AP

#### 耳麥

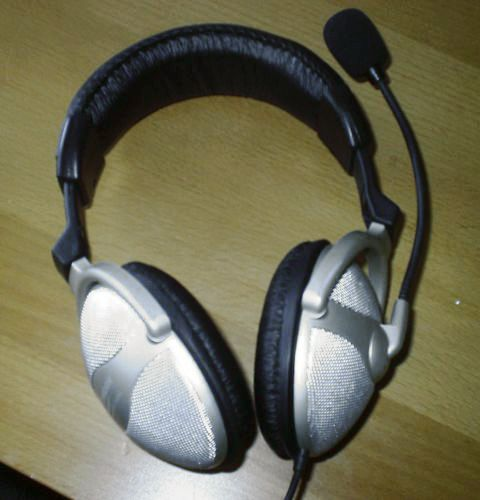
雙聽筒有線耳麥

耳麥指的是附有麥克風的耳機。

### 以音源訊號傳輸方式区分
主要分有線和無線兩種。有線是指耳機和音源經由一條或以上連接。這種連接現在多不是固定的。耳機多附有1/8吋（或1/4吋）的插頭使用。無線耳機則與音源之間沒有直接的連繫，音源只要接上適合的發射器，透過無線電波（如流行的藍牙制式）或紅外線將音響傳至耳機中。目前较先进的无线耳机采用了带aptX技术的蓝牙4.1传输，可通过蓝牙提供高级、CD般品质的音频.

#### 有線傳輸
- RCA
- USB
- 4pin XLR
- TRS

#### 無線傳輸
- 紅外線
- 藍牙
- WiFi

### 以抗噪方式區分

#### 主動式抗噪
主动式降噪耳机一般通过一个以上的麦克风来接收外界的噪音，然后通过耳机内部的电子电路产生与噪音音波相位相反的讯号，以此来消除外界噪音。目前最新的主动式降噪耳机带有无线、降噪、可折叠等功能，高级降噪耳机还带有AAC解码、aptX的蓝牙4.1技术、LDAC無損技術，可提供CD般的高音质回放，内置充电电池能够提供长达10小时的聆听享受。

#### 被動式抗噪
主要為隔絕外界噪音。

## 术语

### 相关参数
阻抗（Impedance）
注意与电阻含义的区别，在直流电（DC）的世界中，物体对电流阻碍的作用叫做电阻，但是在交流电（AC）的领域中则除了电阻会阻碍电流以外，电容及电感也会阻碍电流的流动，这种作用就称之为电抗，而我们日常所说的阻抗是电阻与电抗在向量上的和。耳機阻抗是耳機交流阻抗的簡稱，不同阻抗的耳機主要用於不同的場合，在臺式機或功放、VCD、DVD、電視等機器上，通常會使用高阻抗耳機，有些專業耳機阻抗甚至會在200歐姆以上，這是為了與專業機上的耳機插口匹配。而對於各種便攜式隨身聽，例如CD、MD和MP3，一般使用低阻抗耳機，這些低阻抗耳機一般比較容易驅動。但也有部分专业级耳机阻抗较低，更易于驱动。
灵敏度（Sensitivity）
指向耳机输入1毫瓦的功率时耳机所能发出的声压级（声压的单位是分贝，声压越大音量越大），所以一般灵敏度越高、阻抗越小，耳机越容易出声、越容易驱动。耳機的靈敏度就是指在同樣響度的情況下，音源需要輸入的功率的大小，也就是說在用戶聽起來聲音一樣的情況下，耳機的靈敏度越高，音源所需要輸入的功率就越小。這對於隨身聽等便攜裝置來說，靈敏度越高，耳機就越容易驅動。
频率响应（Frequency Response）
頻響範圍是指耳機能夠放送出的頻帶的寬度，國際電工委員會IEC581-10標準中高保真耳機的頻響範圍不能小於50Hz到12500Hz，優秀耳機的頻響寬度可達5Hz-45000Hz，而人耳的聽覺範圍僅在20Hz-20000Hz。值得注意的是界定頻響寬度的標準是不同的，例如以低於平均輸出幅度的1/2為標準或低於1/4為標準，這顯然是不一樣的。一般的生產商是以輸出幅度降低1/2為標準測出頻響寬度，這就是說以-3dB為標準，但是由於所采用的測試標準不同，有些產品是以-10dB為標準測量的。這是實際上是等於低於正常值1/16下為標準測量的。因此頻響寬度大大展寬。用戶在選購時應注意不同品牌的耳機的頻響寬度可能有不同的測試標準。
諧波失真
諧波失真就是一種波形失真，在耳機指標中有標示，失真越小，音質也就越好。

### 音质评价
音域
乐器或人声所能达到最高音与最低音之间的范围。
音色
又称音品，声音的基本属性之一，比如二胡、琵琶就是不同的音色。
音染
音乐自然中性的对立面，即声音染上了节目本身没有的一些特性，例如对着一个罐子讲话得到的那种声音就是典型的音染。音染表明重放的信号中多出了（或者是减少了）某些成分，这显然是一种失真。
音響
就是音的高、中、低頻段的量感分佈，把20Hz-20kHz的頻寬加以細分，把高、中、低每段再細分三小段，也就是變成「較低的中頻、中頻、較高的中頻」分法。這種分法就像十二平均律一般，相當規律化。
失真
设备的输出不能完全复现其输入，产生了波形的畸变或者信号成分的增减。
动态
允许记录最大信息与最小信息的比值。
瞬态响应
器材对音乐中突发信号的跟随能力。瞬态响应好的器材应当是信号一来就立即响应，信号一停就嘎然而止，决不拖泥带水。（典型乐器：钢琴）。
信噪比
又称为讯噪比，信号的有用成份与杂音的强弱对比，常常用分贝数表示。设备的信噪比越高表明它产生的杂音越少。
空气感
用于表示高音的开阔，或是声场中在乐器之间有空间间隔的声学术语。此时，高频响应可延伸到15kHz-20kHz。反义词有“灰暗（dull）”和“厚重（thick）”。
低频延伸
指音响器材所能重放的最低频率。系用于测定在重放低音时音响系统或音箱所能下潜到什么程度的尺度。比方说，小型超低音音箱的低频延伸可以到40Hz，而大型超低音音箱则下潜到16Hz。
明亮
指突出4kHz-8kHz的高频段，此时谐波相对强于基波。明亮本身并没什么问题，现场演奏的音乐会皆有明亮的声音，问题是明亮得掌握好分寸，过于明亮（甚至啸叫）便让人讨厌。

### 煲机
很多耳机玩家，都会做煲机程序，以使耳机的音质改善和稳定。有人认为煲机是一种快速使耳机老化稳定的措施。实际上耳机振膜的材料多为长期稳定的高分子材料，不太可能在短期的煲机里面产生物理变形和变性。一些媒体组织了盲听试验证实不管是从业人员还是普通民众都未能在双盲试验中分辨经过长时间煲机的耳机。所以煲机的作用更多的可能是心理暗示，谓之安慰剂效应。有人揭示宣扬煲机的作用更多的情况是经销商的误导行为， 其目的是规避消费者的退货，300小时恰好等于14天的常见退货期限。

## 對人體的影響
由於耳機比一般外來噪音更貼近內耳組織；用者都得採取必要的保護措施。研究表明，令人愉悅的音樂造成的聽力損害較輕，但長期接觸高分貝的聲音，不管是音樂還是噪音，都會造成聽力損傷。噪音能引發的感覺神經聽力損傷發生在內耳，當高能量聲波震盪耳蝸內的液體時，會過度刺激並引起細胞死亡。聽力損害是日積月累形成的，如果長期接觸噪音，儘管每次時間很短，也會造成聽力下降。
美國醫療協會雜誌項於1998年公佈的一調查結果的實驗顯示，在長期處於高噪音水準之下，對聽力有負面的影響。
若在街道上使用耳機時，除了因要調高音量，而造成聽覺損害外，專注於聽音樂，很容易令使用者對外圍的聲音失去警覺性，增加了發生危險的機會。

## 製造商
- Astrotec
- AIWA
- AKG Acoustics
- Alessandro
- ALTEAM
- Apple
- Audio-Technica
- B&O
- Beyerdynamic
- Beats by Dr. Dre
- 宾果
- BOSE
- 创新科技（Creative）
- Campfire Audio
- DENON（日语：デノン）
- Edifier
- Etymotic Research
- Enzatec
- Final
- Future Sonics Incorporated
- Fonestuff
- GN Netcom / JABRA（英语：Jabra）
- Goldring（英语：Goldring）
- Grado Labs
- Harman Kardon
- HiFiMan
- IN2UIT
- Jays
- JBL
- JVC
- Koss Corporation（英语：Koss Corporation）
- KZ
- MB QUART
- MAS
- 玛雅
- Nakamichi
- Plantronics（英语：Plantronics）
- Philips
- Panasonic
- Pioneer
- Sennheiser
- Shure
- skullcandy（英语：skullcandy）
- SONY
- Spearx
- Superlux
- STAX
- Spider
- Technics
- POWERMAN
- Ultimate Ears
- 德国极致耳机
- V-MODA（英语：V-MODA）
- Westone（英语：Westone）
- ELECOM（日语：ELECOM）
- Bright
- Chord
- 麦博microlab
- GERMAN MAESTRO
- 音茶楽 OCHARAKU